# Ringeldorf
Ringeldorf korábbi község Franciaországban, Bas-Rhin megyében. Lakosainak száma 135 fő (2018. január 1.). Ringeldorf Ettendorf, Grassendorf, Morschwiller, Niedermodern, Val-de-Moder és Val de Moder községekkel határos.
2019. január 1-jén Val-de-Moder új község része lett.

## Népesség
A település népessége az elmúlt években az alábbi módon változott:
| Lakosok száma | 115  | 130  | 135  | 140  | 135  |
|               | 2013 | 2015 | 2016 | 2017 | 2018 |